# Plerotes anchietae
Plerotes anchietae é uma espécie de morcego da família Pteropodidae. Pode ser encontrada na Angola, República Democrática do Congo, Zâmbia e Maláui.